# Káto Léfkara
Káto Léfkara (grec moderne : Κάτω Λεύκαρα) est un village de Chypre de plus de 128 habitants.